# Schneeball-Ahorn
Der Schneeball-Ahorn (Acer opalus), meist Schneeballblättriger Ahorn, auch Frühlings-Ahorn oder Italienischer Ahorn genannt, ist eine Pflanzenart aus der Gattung der Ahorne (Acer) innerhalb der Familie der Seifenbaumgewächse (Sapindaceae). Er ist in den Gebirgen des westlichen Mittelmeerraumes verbreitet und wird in den gemäßigten Gebieten selten als Ziergehölz verwendet.

## Beschreibung

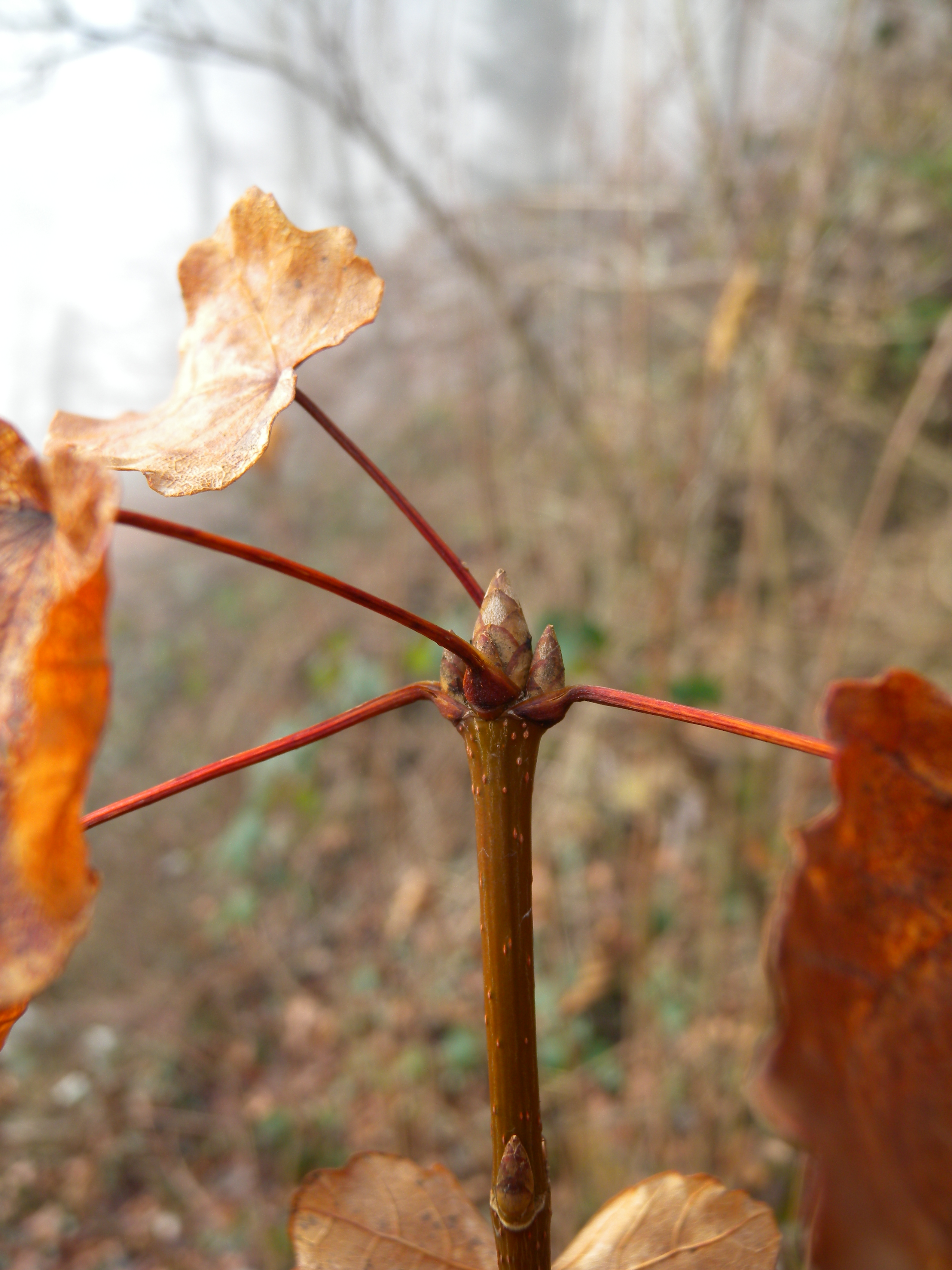
Zweig mit Rinde und Knospen

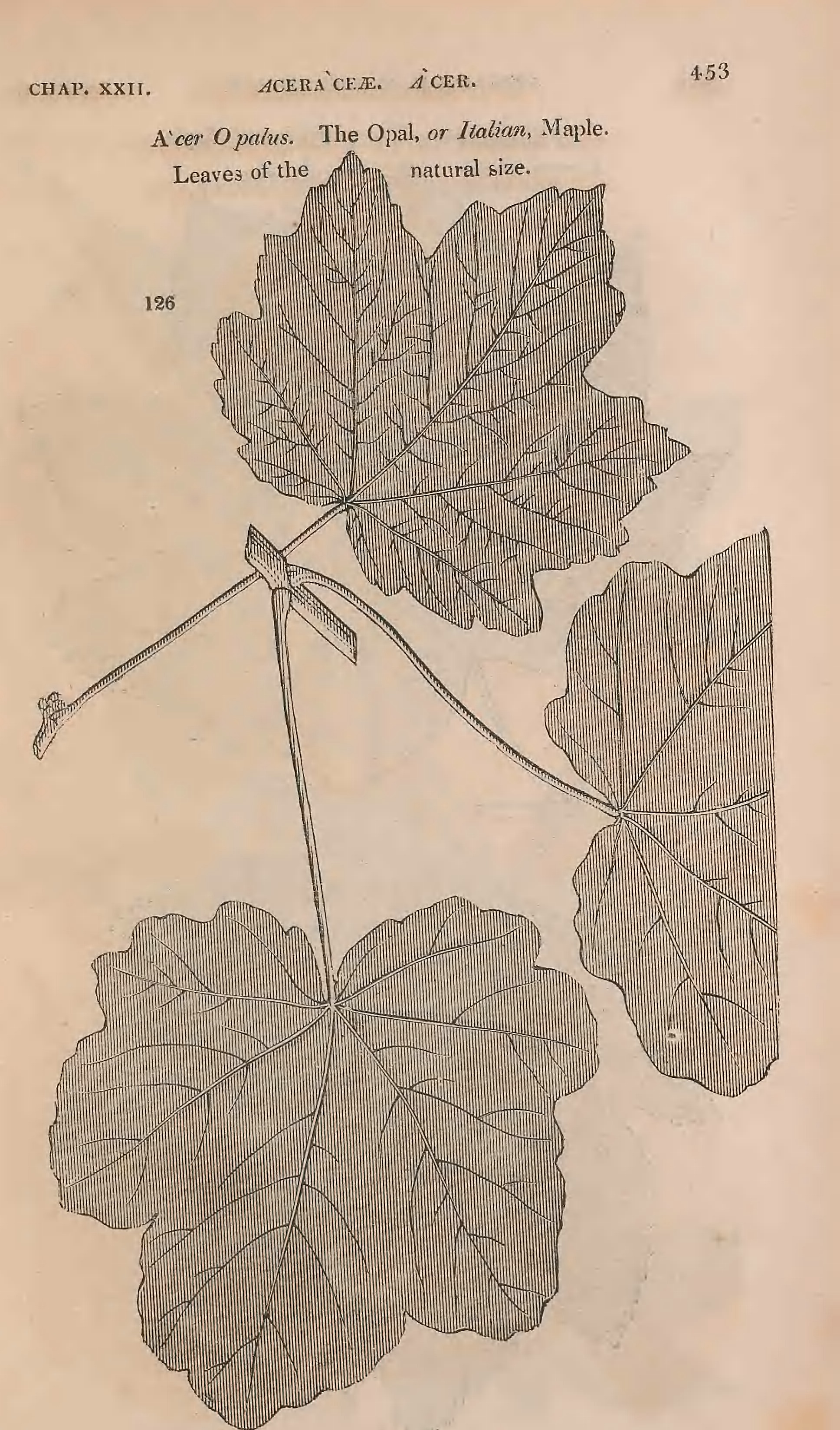
Illustration aus Arboretum et fruticetum Britannicum, or - the trees and shrubs of Britain, native and foreign, hardy and half-hardy, pictorially and botanically delineated, and scientifically and popularly described

### Erscheinungsbild, Rinde und Knospe
Der Schneeball-Ahorn wächst als sommergrüner, großer Strauch oder als Baum, der Wuchshöhen von bis über 20 Metern erreichen kann. Er besitzt auf einem gedrungenen, kurzen Stamm eine offene, breite, kugel- bis kuppelförmige Baumkrone. Der Stammdurchmesser kann bis über 0,9 Meter, selten bis über 1,5 Meter erreichen. Die Rinde junger Zweige ist kahl, später oliv-braun und längsrissig und ist mit zahlreichen länglich-ovalen Lentizellen besetzt. Die relativ glatte bis raue Borke ist gräulich bis braun-grau und leicht rissig bis schuppig.
Die gegenständig und etwas vom Zweig abstehend angeordneten Seitenknospen sind bei einer Länge von etwa 8 Millimetern schmal spitz-eiförmig. Sie besitzen hellbraune, grau-weißlich behaarte, nach vorne zugespitzte Knospenschuppen. Der dunkelbraune Rand der Knospenschuppen ist weißlich bewimpert. Die mit einer Länge von 12 Millimeter etwas größere Endknospe ähnelt den Seitenknospen.

### Blatt
Die gegenständig angeordneten Laubblätter sind in Blattstiel und -spreite gegliedert. Sie führen keinen Milchsaft. Der leicht rinnige Blattstiel ist 10 bis 16 Zentimeter lang und auf der Oberseite teils rötlich. Die 12 bis 14 Zentimeter breite, leicht lederige, spitze bis stumpfe, ganzrandige bis unregelmäßig gesägte, herzförmige Blattspreite ist meist dreilappig oder, selten deutlich, fünflappig, wobei die vordersten drei Lappen besonders breit sind. Die Lappen sind spitz bis stumpf oder abgerundet. Die Blattoberseite ist dunkelgrün und die fahlgrüne Blattunterseite ist kahl bis mehr oder weniger behaart. Die Herbstfärbung ist gelb bis orangefarben.

### Blütenstand und Blüte
Acer opalus ist einhäusig monözisch und heterodichogam. Wobei bei den protandrischen Individuen die weibliche Phase lange unterdrückt ist und sie als männlich erscheinen. Die Blüten erscheinen gleichzeitig mit oder kurz vor den Laubblättern im April. In nickenden oder aufrechten, schirmrispigen Blütenständen stehen 10 bis 50 lang gestielte Blüten zusammen. Die funktionell eingeschlechtigen Blüten sind hellgelb bis gelb-grün. Die Blüten sind fünfzählig mit doppelter Blütenhülle. Bei männlichen Blüten ist ein Pistillode sowie bis zu 8 vorstehende Staubblätter vorhanden und bei weiblichen Blüten sind Staminodien mit Antheroden vorhanden. Die Narbenäste sind weißlich bis grünlich und der oberständige, abgeflachte Fruchtknoten ist kahl. Es ist jeweils ein Diskus vorhanden.

### Frucht
Die oft an einem dicken, gebogenen Stiel hängenden Nussfrüchte sind zweiteilig. Die einsamigen Teilfrüchte besitzen, anfangs rosafarben-grünliche bis rotbraune, 1,5 bis 2,5 Zentimeter lange Flügel, die spitzwinklig bis ungefähr in einem rechten Winkel abstehen. Die Nüsschen sind etwa 1 Zentimeter groß.

### Chromosomenzahl
Die Chromosomenzahl beträgt 2n = 26.

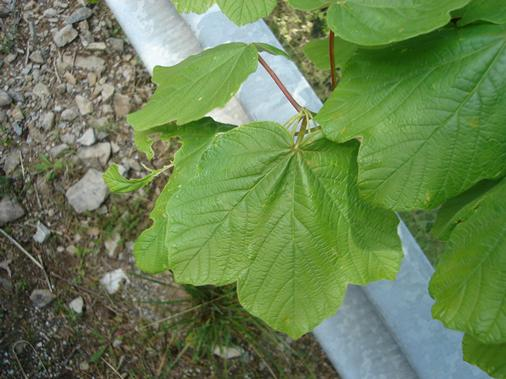
Dreilappiges Laubblatt von Acer opalus subsp. obtusatum
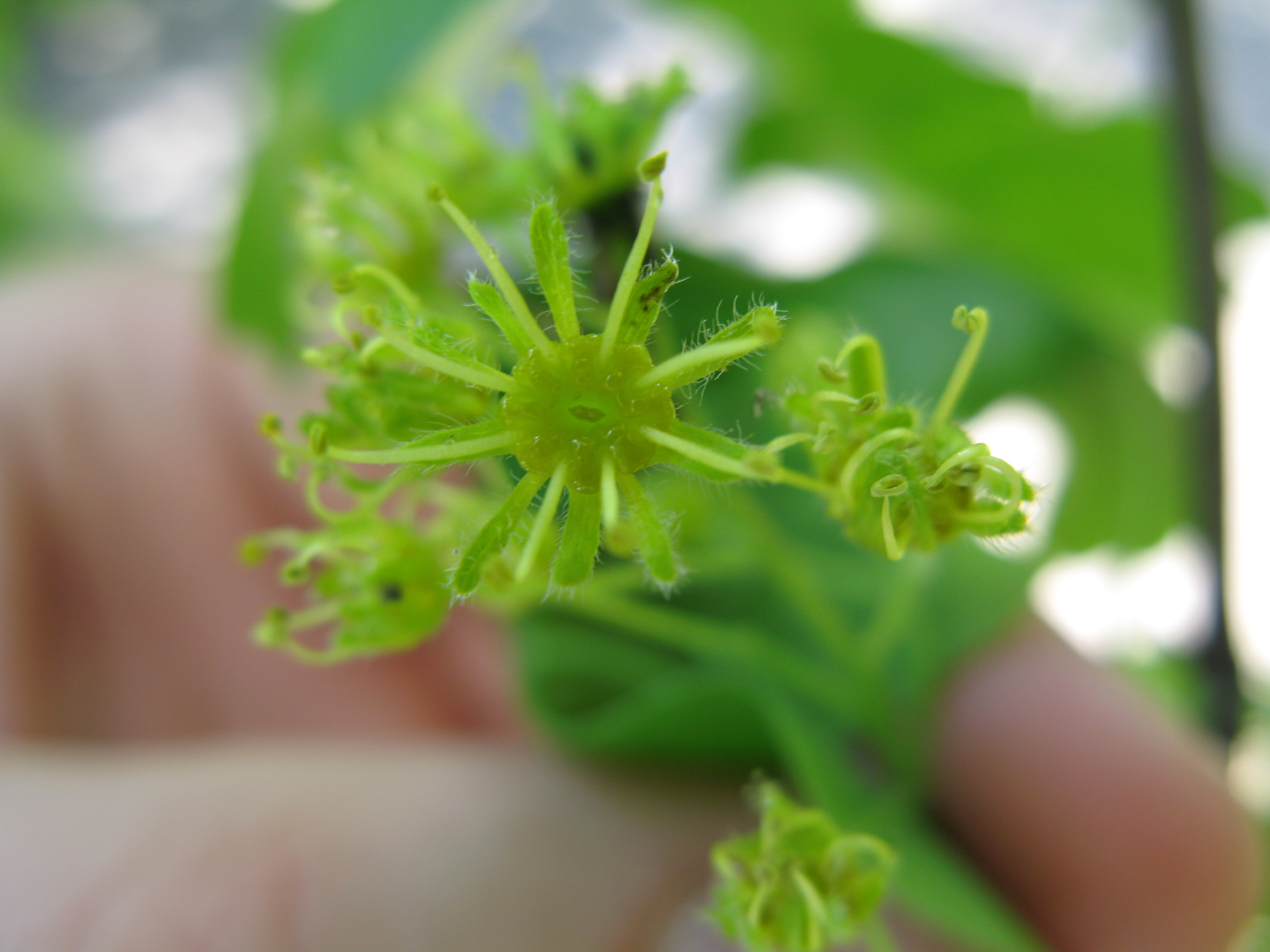
Männliche Blüte im Detail
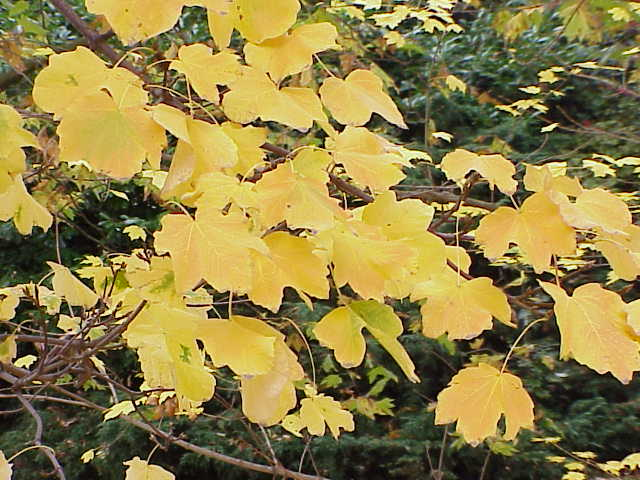
Herbstfärbung von Acer opalus subsp. obtusatum

## Ökologie
Die Bestäubung des Schneeball-Ahorn erfolgt durch Insekten. Die Blüten produzieren reichlich süßen Nektar und werden deshalb trotz ihrer unauffälligen Farbe stark von Bienen und Hummeln angeflogen.

## Vorkommen

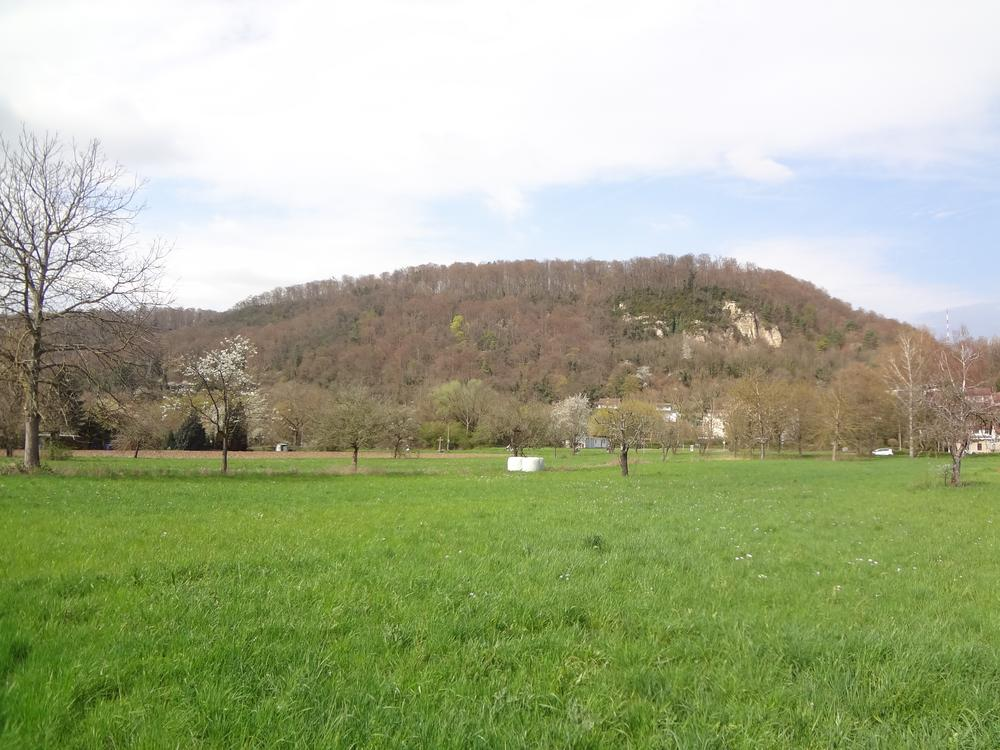
Blühender Frühlingsahorn bei Grenzach aus der Ferne aufgenommen, um die Frühblütigkeit zu demonstrieren (auf halber Höhe am Hang in der Mitte des Bildes). Das gezeigte Exemplar ist eines von fünf bekannten Exemplaren, die in Deutschland wild wachsen

Der Schneeball-Ahorn ist in den Gebirgen des westlichen Mittelmeerraumes verbreitet und kommt dort in Bergwäldern vor. Er ist auch in Nordafrika verbreitet. In Mitteleuropa wächst er als Wildform nur in den mildesten Lagen, nördlich der Alpen nur im Schweizer Jura und in der Nähe von Grenzach (D). Da der Schneeball-Ahorn noch vor dem Blatt- und Blütenaustrieb der meisten anderen Waldbäume leuchtend gelb-grün blüht, kann er in dieser Zeit gut im Bestand erkannt werden. Von dieser Eigenschaft leitet sich ein weiterer Trivialname ab: Frühlings-Ahorn.
Der Schneeball-Ahorn gilt als Halbschattenbaumart und besiedelt die kolline, seltener die montane Höhenstufe. Er benötigt einen sonnigen Standort auf mittel- bis flachgründigen, mäßig frischen, nährstoffreichen, basen- und kalkhaltigen Lehmböden. Man trifft ihn insbesondere in Buchen- und Eichenwäldern, Seggen-Buchenwäldern, Eichen- und Buchen-Hangwäldern an. Auch Laubwälder mit Buchsbaum, Flaumeichen und Linden-Ahorn-Wälder zählen ebenso wie Hainbuchenwälder zu seinen regelmäßigen Wuchsorten.
Die ökologischen Zeigerwerte nach Landolt et al. 2010 sind in der Schweiz: Feuchtezahl F = 2 (mäßig trocken), Lichtzahl L = 3 (halbschattig), Reaktionszahl R = 4 (neutral bis basisch), Temperaturzahl T = 4+ (warm-kollin), Nährstoffzahl N = 3 (mäßig nährstoffarm bis mäßig nährstoffreich), Kontinentalitätszahl K = 3 (subozeanisch bis subkontinental).
Der Schneeball-Ahorn wird selten als Zierpflanze in Parkanlagen verwendet.

## Systematik
Die Erstveröffentlichung von Acer opalus erfolgte 1768 durch Philip Miller in Gardeners Dictionary, 8. Auflage, Acer Nummer 8.
Acer opalus gehört zur Serie Monspessulana aus der Sektion Acer in der Gattung Acer.
Es gibt von Acer opalus mindestens zwei Unterarten:
- Acer opalus subsp. obtusatum (Waldst. & Kit. ex Willd.) Gams (Syn.: Acer obtusatum Waldst. & Kit. ex Willd., Acer opalus var. obtusatum (Waldst. & Kit. ex Willd.) Rchb.): Sie kommt im nördlichen Algerien, Albanien, früheren Jugoslawien, Griechenland, Italien (inklusive Sizilien) und Korsika vor. Bei dieser Unterart sind die Blätter unterseits bleibend behaart und der Blütenstand ist aufrecht.[6]
- Acer opalus Mill. subsp. opalus: Sie kommt in Deutschland (nur kleines Gebiet), der Schweiz (nur kleines Gebiet), Italien, Frankreich (inklusive Korsika) und Spanien vor. Bei dieser Unterart sind die erwachsenen Blätter unterseits kahl und der Blütenstand ist überhängend.[6]